# Chapeshlu
Chāpeshlū (farsi چاپشلو) è una città dello shahrestān di Dargaz, circoscrizione di Chapeshlu, nella provincia del Razavi Khorasan in Iran. Aveva, nel 2006, una popolazione di 2.247 abitanti. 